# Тврдоместице
Тврдоместице (слч. Tvrdomestice) насељено је мјесто са административним статусом сеоске општине (слч. obec) у округу Топољчани, у Њитранском крају, Словачка Република.

## Становништво
| Година:    | 1994. | 2004.   | 2014.   | 2024.   |
| ---------- | ----- | ------- | ------- | ------- |
| Број људи: | 479   | 491     | 459     | 455     |
| Разлика:   |       | +2,50 % | -6,51 % | -0,87 % |

| Година:    | 2023. | 2024.   |
| ---------- | ----- | ------- |
| Број људи: | 461   | 455     |
| Разлика:   |       | -1,30 % |

Према подацима о броју становника из 2011. године насеље је имало 473 становника.